# Föglö
Föglö est une municipalité du territoire d'Åland, territoire finlandais autonome situé en mer Baltique ayant le suédois comme seule langue officielle. À Föglö, 94 % de la population a pour langue maternelle le suédois.

## Géographie
La petite église Sainte Marie Madeleine, construite au milieu du XIIIe siècle, est une des plus anciennes de Finlande. Elle a été largement remaniée au XIXe siècle.
La municipalité est formée d'un petit groupe d'îles à environ 25 km à l'est de Mariehamn, la capitale du territoire. En raison de sa proximité avec l'île principale (4 km au plus proche), elle est relativement moins isolée que les autres îles satellites d'Åland. 20 minutes de ferry suffisent à atteindre Lumparland depuis le centre administratif (Degerby), et le ferry de la ligne du sud (de Lumparland-Långnäs à Korpo-Galtby, et par là en Finlande continentale) fait escale plusieurs fois par jour au port d'Överö, au nord de la commune.
Föglö compte 22 villages et des centaines d'îles de toutes tailles, des cailloux arides aux grandes îles boisées. Les principales sont reliées entre elles par des chaussées. Les municipalités voisines sont Lemland à l'ouest, Lumparland au nord-ouest, Vårdö au nord, Sottunga au nord-est et Kökar au sud-est.
Son économie repose principalement sur les prospères fermes aquacoles, la pêche étant devenue une activité marginale, tout comme l'agriculture.

## Personnalités liées à Föglö
- Ilmi Hallsten (1862-1936), femme politique, y est née.